# Clamart
Clamart ist eine französische Stadt mit 56.882 Einwohnern (Stand 1. Januar 2022) im Südwesten von Paris. Sie liegt zehn Kilometer südwestlich der Hauptstadt an der D 906. 
Die Stadt besteht aus zwei Teilen, die durch den Bois de Clamart (Clamart-Wald) weitgehend voneinander getrennt sind: Bas-Clamart, welches das historische Zentrum bildet, und Petit-Clamart, wo sich der Großteil der moderneren Bebauung befindet. Vor den 1960er-Jahren befanden sich hier Erbsenfelder, die überbaut wurden.

## Geschichte
Das älteste Zeugnis, das auf eine Besiedlung der Region hinweist, ist ein Megalithgrab aus der Zeit 6000 v. Chr.
Die erste Erwähnung des Ortes stammt vom Ende des 7. Jahrhunderts, damals noch in der Form „Claumar“ oder „Clanmar“. In der heutigen Form erscheint der Name erstmals in Urkunden des 11. Jahrhunderts.
Am 27. März 1794 wurde der berühmte Philosoph und Akteur der Französischen Revolution Condorcet auf der Flucht vor einem Haftbefehl der Jakobiner in einer Kneipe in Clamart festgenommen.
Die ersten Luftbilder der Welt, von Nadar 1858 aus einem Ballon aufgenommen, waren Ansichten von Petit-Clamart (das damals noch Petit-Bicêtre hieß).
Im Deutsch-Französischen Krieg 1870/71 kam es hier am 13. Oktober 1870 und 10. Januar 1871 während der Belagerung von Paris zu Gefechten. 
Am 22. August 1962 war Petit-Clamart der Ort des fehlgeschlagenen Attentats der OAS gegen Charles de Gaulle im Zusammenhang mit der Bereitschaft der französischen Regierung, Algerien in die Unabhängigkeit zu entlassen. Der Bestseller-Roman Der Schakal von Frederick Forsyth stellt die Umstände des Attentats dar.
1961 kam es zu einer katastrophalen Bodensenkung aufgrund des Einsturzes unterirdischer Kalksteinbrüche mit 21 Toten.

## Städtepartnerschaften
Clamart ist Partnerstadt von 
- Lüneburg (Deutschland) seit 1975
- Scunthorpe (Vereinigtes Königreich) seit 1976
- Majadahonda (Spanien) seit 1988
- Artashat (Armenien) seit 2003
- Penamacor (Portugal) seit 2006

## Kultur
- Arp-Museum (französisch Fondation Jean Arp), Rue des Châtaigners 21, der ehemalige Wohnort des Künstlers
- Rathaus aus dem 17. und 19. Jahrhundert
- „Runde Bibliothek“, früher Jugendbibliothek
- Cité de la plaine, eine zwischen 1950 und 1965 vom Architekten Robert Auzelle entworfene Siedlung von 77 Wohnhäusern mit insgesamt 1993 Wohnungen. Sie ist insgesamt 22,25 Hektar groß, davon sind 12 Hektar Grünflächen.

## Sonstiges
À la clamartoise bezeichnet ein Gericht, das als Beilage frische grüne Erbsen hat. Clamart besaß früher große Erbsenfelder, deren Qualität berühmt war.
Clamart war Drehort mehrerer Filme, darunter Die fabelhafte Welt der Amélie.
Im Krankenhaus Antoine-Béclère in Petit-Clamart wurde am 24. Februar 1982 das erste französische Retortenbaby, Amandine, geboren.
1985 wurde ein Park in der deutschen Partnerstadt Lüneburg Clamart-Park benannt.
Bas-Clamart wurde im Jahre 2004 bekannt durch das in der Stadt gelegene Militärkrankenhaus Percy, in dem Jassir Arafat am 11. November nach schwerer Krankheit verstarb.

## Persönlichkeiten
- Alphée Dubois (1831–1905), Medailleur
- Henri Senfftleben (1910–1955), Autorennfahrer
- Emmanuel Laroche (1914–1991), Professor für Anatolische Sprachen
- Raymond Goussot (1922–2015), Radrennfahrer
- Georges Senfftleben (1922–1998), Bahnradsportler
- Yves Bescond (1924–2018), römisch-katholischer Geistlicher und Weihbischof in Meaux
- Dany Robin (1927–1995), Schauspielerin
- Gilles Berquet (* 1956), Fotograf
- Francis Varis (* 1957), Akkordeonist
- Claire Angotti (* 1974), Historikerin
- Christel Heydemann (* 1974), Ingenieurin und Unternehmerin
- Julien Desprès (* 1983), Ruderer
- Eva Hamzaoui (* 1985), Volleyball- und Beachvolleyballspielerin
- Hélène Defrance (* 1986), Seglerin
- Hatem Ben Arfa (* 1987), französischer Fußballspieler tunesischer Abstammung
- Paul Lafargue (* 1988), Autorennfahrer
- Gabriel Attal (* 1989), Politiker
- Kilian Le Blouch (* 1989), Judoka
- Chloé Ridel (* 1991), Politikerin
- Maxime Pauty (* 1993), Florettfechter
- Jean-Philippe Mateta (* 1997), Fußballspieler
- Romane Dicko (* 1999), Judoka
- Jemima Kabeya (2003–2025), Handballspielerin
- Noah Edjouma (* 2005), Fußballspieler